# Matthijs Bongertman
Matthijs Bongertman is een Nederlands impresario en theaterproducent. Sinds 2012 is hij algemeen directeur en eigenaar van Senf Theaterpartners, een van de grootste theaterproducenten en impresariaten in Nederland. Bongertman is tevens medeoprichter van de United Ukrainian Ballet Foundation, een initiatief ter ondersteuning van Oekraïense dansers die door de oorlog in hun land zijn ontheemd.

## Biografie
Bongertman studeerde van 1984 tot 1989 theaterwetenschap en Nederlandse literatuur aan de Universiteit van Amsterdam. In 1989 begon hij bij Senf Theaterpartners, waar hij in 2012 het directeurschap overnam van oprichter Jacques Senf.

## Senf Theaterpartners
Onder leiding van Bongertman groeide Senf Theaterpartners uit tot een toonaangevend impresariaat en producent in de Nederlandse theaterwereld. Het bedrijf werkt samen met meer dan vijftig producenten, gezelschappen en artiesten en organiseert jaarlijks meer dan vijfduizend voorstellingen in Nederland en België, goed voor ruim een half miljoen bezoekers.
Senf Theaterpartners is betrokken bij diverse producties, waaronder musicals als We Will Rock You en Elisabeth, in samenwerking met producenten als Albert Verlinde en Jaco Kaasschieter.

## United Ukrainian Ballet
In 2022 richtte Bongertman samen met voormalig danseres Igone de Jongh de United Ukrainian Ballet Foundation op. Deze stichting biedt onderdak en ondersteuning aan Oekraïense dansers die door de Russische invasie hun land moesten verlaten. Het gezelschap vond onderdak in het voormalige gebouw van het Koninklijk Conservatorium in Den Haag, dat werd omgevormd tot het Dutch Center for Ukrainian Dancers. De United Ukrainian Ballet Company trad onder meer op in Nederland, het Verenigd Koninkrijk, Singapore, Australië en de Verenigde Staten.

## Erkenning
In april 2025 werd Bongertman benoemd tot Ridder in de Orde van Oranje-Nassau vanwege zijn belangrijke bijdrage aan de verrijking van de podiumkunsten en het Nederlandse cultuuraanbod. Hij viert dat jaar zijn 35-jarig dienstverband bij Senf Theaterpartners, waarvan de laatste dertien jaar als algemeen directeur.

## Privéleven
Bongertman woont in Rotterdam en is de partner van actrice Johanna ter Steege.